# Rubber ducky antenna

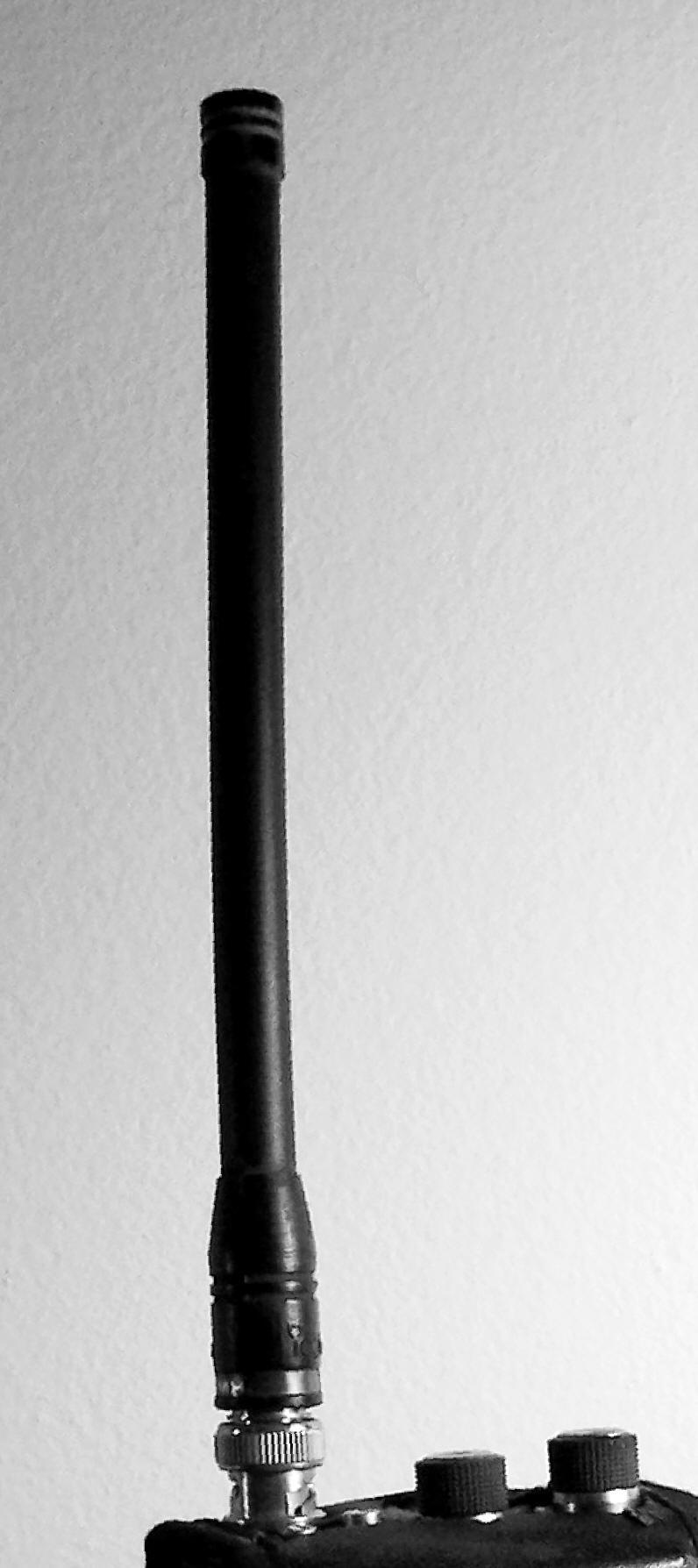
Una rubber ducky antenna su un ricetrasmettitore

La rubber ducky antenna, il cui nome in inglese si traduce in senso letterale come antenna a paperella di gomma, in italiano spesso impropriamente chiamata antenna in gomma, è un'antenna a monopolo elettricamente corta che, in qualche modo, funziona come un'antenna a stilo caricata alla base. È costituita da un filo a forma di un'elica stretta, come una molla, sigillato in un rivestimento in gomma o plastica per proteggere l'antenna. La rubber ducky antenna rappresenta una forma di antenna elicoidale in modo normale.
Le antenne elettricamente corte come la rubber ducky vengono utilizzate nelle apparecchiature radio portatili palmari alle frequenze delle VHF e delle UHF al posto dell'antenna a stilo da un quarto di lunghezza d'onda, che è scomodamente lunga e ingombrante a queste frequenze.   Molti anni dopo la sua invenzione nel 1958, la rubber ducky antenna è diventata l'antenna di prima scelta per molti dispositivi radio portatili, tra cui walkie-talkie e altri ricetrasmettitori portatili, scanner e altri dispositivi quando la sicurezza e la robustezza hanno la precedenza sulle prestazioni elettromagnetiche. La rubber ducky antenna è abbastanza flessibile, il che la rende più adatta per le operazioni in portatile, specialmente se indossata sulla cintura, rispetto alle precedenti antenne telescopiche rigide.

## Origini del nome
Circolano due voci che collegherebbero la denominazione dell'antenna con la famiglia Kennedy. Nei primi anni '60 la rubber ducky divenne l'antenna di prima scelta per i ricetrasmettitori walkie-talkie personali utilizzati dalla polizia e dai servizi di sicurezza, compreso lo U.S. Secret Service che protegge il Presidente degli Stati Uniti. Secondo una voce, la giovane Caroline Kennedy, figlia del Presidente John F. Kennedy, diede il mome al dispositivo flessibile quando ne indicò uno sul ricetrasmettitore di un agente e disse: "rubber ducky". D'altra parte, il Dr. Thomas A. Clark, un ricercatore senior presso la NASA, ha affermato di averlo denominato così dopo aver ascoltato una delle commedie di Vaughn Meader sulla famiglia Kennedy.
Un nome alternativo è basato sul formato a stub corto: "stubby antenna".

## Descrizione
Prima della rubber ducky, le antenne sulle radio portatili, solitamente, erano costituite da antenne a stilo da un quarto d'onda, stili la cui lunghezza era pari a un quarto della lunghezza d'onda delle onde radio utilizzate. Nella banda delle VHF dove esse trovavano impiego, queste antenne erano lunghe mezzo metro o un metro, il che le rendeva ingombranti. Venivano spesso realizzate con tubi telescopici che potevano essere ritratti quando non erano in uso. Per rendere le antenne più compatte, cominciarono ad essere utilizzate antenne elettricamente corte, di lunghezza minore di un quarto di lunghezza d'onda. Le antenne elettricamente corte presentano una considerevole reattanza capacitiva, dunque, per renderle risonanti alla frequenza operativa, viene aggiunto un induttore (bobina di carico) in serie con l'antenna. Le antenne che hanno questi induttori incorporati nelle loro basi sono chiamate antenne a stilo caricate alla base.
La rubber ducky è come un'antenna da un quarto d'onda ma elettricamente corta in cui l'induttore, invece di trovarsi alla base, è integrato nell'antenna stessa. L'antenna è costituita da una stretta elica di filo simile a una molla, che funge da induttore come richiesto. Il filo elastico è flessibile, il che lo rende meno soggetto a danni rispetto a un'antenna rigida. L'antenna a forma di molla è, inoltre, racchiusa in un rivestimento in plastica o gomma che la protegge. Il nome tecnico per questo tipo di antenna è antenna elicoidale in modo normale. Le antenne rubber ducky tipicamente hanno una lunghezza compresa tra 4% e il 15% della lunghezza d'onda; cioè tra il 16% e il 60% della lunghezza di un'antenna a stilo standard da un quarto d'onda.

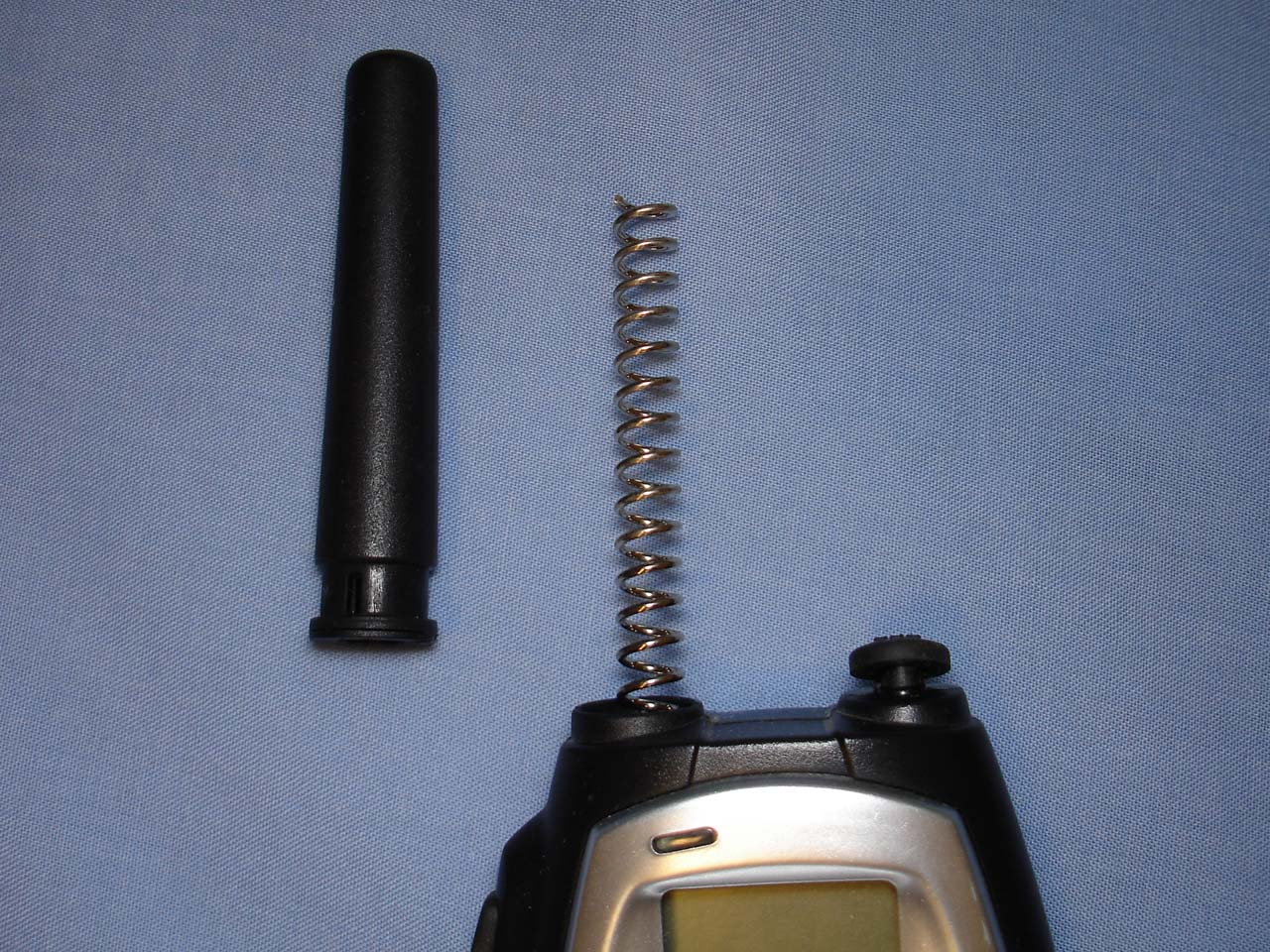
Gomma protettiva rimossa dall'antenna su un ricetrasmettitore per la banda cittadina in UHF. L'intera lunghezza viene utilizzata come bobina di carico alla base.

## Apertura efficace
Poiché la lunghezza di questa antenna è significativamente inferiore a una lunghezza d'onda, l'apertura efficace, se efficiente al 100%, sarebbe approssimativamente:
{\displaystyle A_{e}={\frac {3\lambda ^{2}}{8\pi }}}
Come altre antenne elettricamente corte, la rubber ducky ha prestazioni inferiori (minore guadagno) a causa delle perdite e quindi di un guadagno notevolmente inferiore rispetto a un'antenna a stilo da quarto d'onda. Tuttavia ha prestazioni leggermente migliori rispetto a un'antenna di uguale lunghezza caricata alla base. Questo perché l'induttanza è distribuita lungo tutta l'antenna e quindi consente una corrente leggermente maggiore nell'antenna.

## Prestazioni
Le antenne rubber ducky presentano un guadagno inferiore rispetto a un'antenna con estensione completa da un quarto d'onda, riducendo la portata della radio. Tipicamente, vengono utilizzate con le ricetrasmittenti a corto raggio dove la portata massima non è un requisito. La loro progettazione si basa su un compromesso tra il guadagno dell'antenna e le piccole dimensioni. Sono difficili da caratterizzare elettricamente perché la distribuzione della corrente lungo l'elemento non è sinusoidale come nel caso di un'antenna lineare sottile.
Così come altri monopoli corti caricati induttivamente, le antenne rubber ducky presentano un elevato fattore Q e quindi una piccola larghezza di banda. Ciò significa che, quando la frequenza si discosta dalla frequenza centrale per cui è progettata l'antenna, il suo ROS aumenta e quindi la sua efficienza diminuisce rapidamente. Questo tipo di antenna viene spesso utilizzato su un'ampia gamma di frequenze, per esempio 100–500 MHz, e su questa gamma le sue prestazioni sono scarse, ma in molte applicazioni radio mobili c'è una potenza del segnale in eccesso sufficiente per superare eventuali carenze nell'antenna.

## Regole di progettazione
- Se le spire della molla sono larghe (un diametro ampio), rispetto alla lunghezza della serie di spire, l'antenna risultante avrà una piccola larghezza di banda.
- Al contrario, se le spire della molla sono strette, rispetto alla lunghezza della serie, l'antenna risultante avrà la massima larghezza di banda possibile.
- Se l'antenna è risonante e la molla ha un diametro ampio, l'impedenza sarà ben al di sotto di 50 Ω, tendendo a 0 Ω con induttori molto ampi poiché la struttura inizia ad assomigliare a un circuito accordato in serie con una piccola resistenza di radiazione.
- Se l'antenna è risonante e la molla ha un diametro piccolo, l'impedenza aumenterà verso i 70 Ω.

Da queste regole si può dedurre che è possibile progettare una rubber ducky antenna che presenti un'impedenza pari a circa 50 Ω al suo punto di alimentazione, ma potrebbe essere necessario un compromesso sulla larghezza di banda. Le moderne antenne rubber ducky, come quelle utilizzate con i telefoni cellulari, hanno una forma a tronco di cono, cioè si restringono all'estremità, in modo tale che sono necessari pochi compromessi in termini di prestazioni.

## Varianti
Alcune antenne rubber ducky sono progettate in modo abbastanza diverso rispetto allo schema originale. Un tipo utilizza una molla solo come supporto. La molla è elettricamente in corto. L'antenna è quindi elettricamente un'antenna ad elemento lineare. Alcune altre antenne rubber ducky utilizzano una molla di materiale non conduttivo come supporto e comprendono un'antenna collineare. Tali antenne sono ancora chiamate antenne rubber ducky, anche se funzionano in modo abbastanza diverso (e spesso meglio) rispetto all'antenna originale a forma di molla.